# Good Rockin' Tonight The Legacy of Sun Records

Good Rockin' Tonight The Legacy of Sun Records est un album réalisé en hommage au studio Sun Records. Il sort aux États-Unis en 2001.
De nombreux artistes internationaux ont participé à cet hommage. Johnny Hallyday est le seul chanteur non anglophone de cette distribution. Le disque est resté inédit en France,.

## Les titres
| No  | Titre                                                                    | Auteur                                           | Durée |
| --- | ------------------------------------------------------------------------ | ------------------------------------------------ | ----- |
| 1.  | That's All Right (Paul McCartney)                                        | Arthur Crudup                                    |       |
| 2.  | Mystery Train (Jeff Beck et Chrissie Hynde)                              | Herman "Little Junior" Parker                    |       |
| 3.  | My Bucket's Got a Hole in It (en) (Jimmy Page et Robert Plant)           | Clarence Williams                                |       |
| 4.  | Blue Suede Shoes (Johnny Hallyday)                                       | Carl Perkins                                     |       |
| 5.  | Whole Lotta Shakin' Goin' On (Elton John)                                | David Curlee Williams                            |       |
| 6.  | Blue Moon of Kentucky (Tom Petty et The Heartbreakers)                   | Bill Monroe                                      |       |
| 7.  | Sittin' on Top of the World (Van Morrison et Carl Perkins)               | Traditionnel                                     |       |
| 8.  | Don't Be Cruel (Bryan Ferry)                                             | Otis Blakwell - Elvis Presley                    |       |
| 9.  | Red Cadillac and a Black Moustache (Bob Dylan)                           | Lilian May - Willie Bea Thompson                 |       |
| 10. | Just Walkin' in the Rain (en) (Eric Clapton et The Impressions)          | Johnny Bragg (en) - Buddy Killen - Robert Riley  |       |
| 11. | Lonely Weekend (Matchbox Twenty)                                         | Charlie Rich                                     |       |
| 12. | Who Will the Next Fool Be ? (Sheryl Crow)                                | Charlie Rich                                     |       |
| 13. | It Wouldn't Be the Same Without You (Chris Isaak)                        | Hank Williams                                    |       |
| 14. | I Walk the Line (Live)                                                   | Johnny Cash                                      |       |
| 15. | Drinkin' Wine Spo-Dee-O-Dee (The Howling Diablos et Kid Rock (Featuring) | Granville "Stick" McGhee - Mayo J. Williams (en) |       |
| 16. | (bonus) You Win Again (Mandy Barnett et The Jordanaires)                 | Hank Williams                                    |       |

## Musiciens
- Titre 1 : Scotty Moore guitare - D.J. Fontana drums
- Titre 2 : ?
- Titre 3 : Ian Jennings basse - Mike Watts drums
- Titre 4 : Chris Spedding guitare lead - Robin Le Mesurier guitare rythmique - John Hatton basse - Bernie Dressel drums
- Titre 5 : ?
- Titre 6 : Tom Petty guitare et chant - Mike Campbell guitare - Benmont Tench keyboards - Howie Epstein basse - Stan Lynch drums
- Titre 7 : ?
- Titre 8 : Mark Knopfler guitare rythmique - Scotty Moore guitare lead - D.J. Fontana drums - Jools Holland piano - Ian Jennings basse - Chris White saxophone
- Titre 9 : ?
- Titre 10 : ?
- Titre 11 : ?
- Titre 12 : ?
- Titre 13 : Chris Isaak chant et guitare - Kenney Dale Johnson drums - Rowland Salley basse - Hershel Yatovitz guitare
- Titre 14 : Pat Dahlheimer basse - Chad Cracey drums - Ed Kowalczyk Lead Vocals et guitares - Chad Taylor guitare lead - Michael Railo keiboards
- Titre 15 : Tino chant - Johnny Evans saxophone - Jeff Grand guitare - Mike Hollis basse - Jerome Day drums - Jake Greba percussion
- Titre 16 (bonus) : ?